# 에바 클라크
에바 올가 클라크(영어: Eva Olga Clarke, 1945년 4월 29일 ~ )는 영국-체코계 홀로코스트 생존자이자 전직 대학 행정가로, 마우트하우젠 강제 수용소에서 태어난 것으로 유명하다. 그녀는 홀로코스트 교육 재단의 연설자이다. 클라크는 홀로코스트에서 가족의 경험을 공유함으로써 현대의 인종차별과 편견에 맞서 싸운다.